# Sandra María Esteves
Sandra María Esteves es una poeta, dramaturga, y artista gráfica estadounidense latina de ascendencia puertorriqueña y dominicana. Nació y creció en el Bronx, Nueva York, y es una de las fundadoras del Movimiento Nuyorican. Ha publicado numerosas colecciones de poesía y ha dirigido programas literarios en organizaciones tales como el Caribbean Cultural Center y el Museo del Barrio. Vive en la ciudad de Nueva York.

## Vida
Esteves se describe a sí misma como: "Puertorriqueña - Dominicana  - Borinqueña – Quisqueyana - Taína -  Afroamericana". La poeta nació en el South Bronx de padre puertorriqueño y madre dominicana que se habían separado, y fue criada por su madre Christina Huyghue y por una tía paterna. Se educó en internados católicos donde experimentó prejuicio traumático en contra de los latinos, el cual la llevó a abandonar el idioma español y favorecer el inglés. Tras graduarse de colegio, asistió al Pratt Institute de Nueva York y se graduó con un grado en Bellas Artes (Bachelor of Fine Arts) en 1978. Se le asocia comúnmente con los poetas del Nuyorican Poets Café (localizado en el Lower East Side de Manhattan) y fue una de las pocas mujeres involucradas con este grupo en los años 1970 y 1980.
Esteves se unió a El Grupo, un colectivo artístico que actuaba con la intención de liderar el cambio social; esto serviría de base y núcleo para el propio movimiento Nuyorican. Como poeta interpretativa, leyó en el Nuyorican Poets Café durante su primera inauguración en 1974 con Miguel Algarín y Miguel Piñero, así como en su reapertura en 1988. También fue una de las dos poetas del LP de El Grupo Canciones y poesía de la lucha de los pueblos latinoamericanos, publicado en 1974, junto a Jesús Papoleto Meléndez. Sin embargo, su alcance no fue exclusivente en Loisaida  (nombre con que identifican los emigrantes hispanos al Lower East Side), ya que también pasó varios años como directora ejecutiva y productora del Teatro de Poesía Afrocaribeña desde 1983 hasta 1988, además de actuar con el Taller Boricua, lo que ayudó a cultivar una distinción dentro de su poesía en comparación con sus homólogos masculinos nuyorican. Desde entonces, ha seguido participando en numerosos proyectos de organizaciones comunitarias y talleres de interpretación dedicados a la divulgación juvenil a través de las artes y la escritura, colaborando con asociaciones de toda la ciudad de Nueva York como el Programa Poetas en las Escuelas del Estado de Nueva York (1981-1989), el Centro Cultural Caribeño y el Instituto de la Diáspora Africana, el Centro Cultural de New Rican Village, la Fundación del Consejo Cultural del Proyecto Artístico de la Ley Integral de Empleo y Formación, la Colaboración de Profesores y Escritores y el Centro del Patrimonio Musical del Bronx.

## Intercambio con Luz María Umpierre
Esteves es muy conocida por la conversación poética que llevó a cabo con la poeta puertorriqueña Luz María Umpierre, que consistió de dos poemas de cada mujer. En 1980, Esteves publicó en su libro Yerba Buena uno de sus poemas más conocidos y antologados, "A la mujer borrinqueña". Aquí Esteves se centró en una figura llamada María Christina, que se presenta como una madre y mujer orgullosa que participa en la lucha de su comunidad contra los prejuicios y la opresión. En 1985 Umpierre publicó un poema titulado "In Response" ("En respuesta") que ofreció una crítica de la visión de la mujer puertorriqueña presentada en el poema de Esteves. Umpierre critica a las poeta (y a su personaje de María Christina) por su complacencia con los puntos de vista sociales tradicionales de la feminidad, y presenta un hablante poético que sostiene que su nombre no es "María Cristina" (escribiendo el nombre de Cristina con ortografía en español, sin h) y que no depende de los hombres. Esteves luego pasaría a responderle a Umpierre en su poema "So Your Name Isn't Maria Cristina", publicado en Bluestown Mockingbird Mambo (1990), donde indica que ambas mujeres han sido víctimas del patriarcado. Umpierre posteriormente escribió sobre ese poema en su propio "Musée d' Orsay", publicado en For Christine (1995), y también escribió un ensayo afirmando que ella siente vínculos de solidaridad feminista con Esteves y la considera una poeta amiga importante. Estos cuatro poemas han sido publicados juntos en la quinta edición de la Antología de la literatura estadounidense Heath con una introducción del investigador puertorriqueño Lawrence La Fountain-Stokes. El mismo crítico también grabó un programa de radio de la Asociación de Lenguas Modernas sobre este tema. Umpierre ha criticado la lectura de estos poemas ofrecidos por el investigador William Luis, indicando su fuerte desacuerdo con su interpretación.

## Publicaciones
- Yerba Buena (1980), ISBN 0-912678-47-X
- Tropical Rain: A Bilingual Downpour (1984)
- Bluestown Mockingbird Mambo (1990), ISBN 1-55885-017-1
- Undelivered Love Poems (1997)
- Contrapunto in the Open Field (1998)
- Finding Your Way (2001)
- Portal: A Journey in Poetry (2007)

## Premios
Yerba Buena fue seleccionado “Best Small Press publication” (mejor publicación de una editorial pequeña) en 1981 por Library Journal. Recibió la beca de poesía de la New York Foundation for the Arts en 1985. En 2001 fue honrada por el Bronx Council on the Arts.